# Jerome Biffle
Jerome Cousins Biffle (20. března 1928 Denver, Colorado – 4. září 2002 tamtéž) byl americký atlet, olympijský vítěz ve skoku do dálky.
Jako student University of Denver se v roce 1950 stal akademickým mistrem USA ve skoku do dálky. V roce 1952 zvítězil na olympiádě v Helsinkách výkonem 757 cm. Po skončení atletické kariéry pracoval jako trenér v Denveru.